# Savoy Pictures
Savoy Pictures Entertainment, Inc. – amerykańska niezależna wytwórnia filmowa i dystrybutor filmowy oraz spółka holdingowa stacji telewizyjnych, która była własnością holdingu medialnego IAC. Najbardziej znana jest z produkcji filmów Prawo Bronxu (A Bronx Tale, 1993), Kolonia karna (No Escape, 1994), Last of the Dogmen (1994) i W czym mamy problem? (Serial Mom, 1994).

## Historia
Wytwórnia powstała w 1992 r. przez byłego prezesa Sony Pictures Entertainment i założyciela TriStar Pictures – Victoria A. Kaufmana, który został następnie prezesem i dyrektorem naczelnym firmy wraz z wiceprezesem wykonawczym – Lewisem J. Kormanem. Zamierzała finansować i dystrybuować filmy, których budżet wynosił 12–25 milionów dolarów, inwestując do 15 milionów dolarów. Początkowo zawarła kontrakt z HBO na prawa do filmów do użytku domowego, płatnej telewizji i pay-per-view.
Mimo że wzrosły budżety na filmy, przy słabym marketingu firma stanęła w obliczu poważnego załamania finansowego w 1995. W rezultacie zaczęła specjalizować się w produkcji i dystrybucji filmów niskobudżetowych oraz okazjonalnych hitów, których budżet wynosił maksymalnie 80 mln dolarów. Kierownictwo miało zachęcić aktora Sylvestra Stallone'a z wysoką opłatą wynoszącą 20 milionów dolarów, w celu zagrania w projekcie wytwórni, którego ostatecznie nigdy nie wydano.
W marcu 1994 r. firma utworzyła SF Broadcasting jako przedsięwzięcie pomiędzy Savoy i Fox Television Stations, w którym Kaufman i Korman mieli pakiet kontrolny. Posiadała również własny oddział zajmujący się produkcją telewizyjną – Savoy Pictures Television, firma była również właścicielką oddziału HBO Savoy Video, wspólnego przedsięwzięcia pomiędzy HBO i Savoy.
We wrześniu 1995 Kaufman ogłosił, że kończy swoje zainteresowanie biznesem filmowym i zmienia pozycję wytwórni Savoy Pictures na medialny holding stacji telewizyjnych. Następnie ogłosiła, że sprzeda potencjalnym nabywcom 14 filmów będących na różnych etapach produkcji. Paramount Pictures nabyło prawa do thrilleru kryminalnego Prosty plan (1998).
W listopadzie 1995 r. ogłoszono, że firma Barry'ego Dillera, Silver King Communications zamierza przejąć akcje Savoy za 210 milionów dolarów. Sfinalizowanie transakcji zostało zakończone w 1997, w tym samym roku stacje SF zostały wykupione dla Silver King Broadcasting, rozrywkowego przedsiębiorstwa telewizyjnego Dillera. Również w tym samym roku Savoy zaprzestało działalności i zostało zlikwidowane.

## Filmografia
- 1993: Prawo Bronxu (dystrybucja)
- 1993: Cienista dolina (dystrybucja w USA)
- 1994: Jack Błyskawica (dystrybucja w USA)
- 1994: W czym mamy problem? (dystrybucja)
- 1994: Kolonia karna (dystrybucja w USA, Kanadzie i Wielkiej Brytanii)
- 1994: Ucieczka do Edenu (dystrybucja)
- 1995: The Walking Dead (dystrybucja)
- 1995: W kręgu przyjaciół (dystrybucja w USA)
- 1995: Włącz się do gry (dystrybucja)
- 1995: Tales from the Hood (dystrybucja)
- 1995: Doktor Jekyll i panna Hyde (dystrybucja w USA)
- 1995: Hip-hop: w rytmie ulicy (dystrybucja)
- 1995: Last of the Dogmen (dystrybucja w USA)
- 1995: Bleeding Hearts (dystrybucja)
- 1995: Braterskie porachunki (dystrybucja)
- 1995: Trzy życzenia (dystrybucja)
- 1995: Wybierz mnie (dystrybucja)
- 1995: Brzemię białego człowieka (dystrybucja)
- 1996: 20 lat... i ani dnia dłużej (koprodukcja; dystrybucja New Line Cinema)
- 1996: Nigdy nie mów kocham (kodystrybucja z New Line Cinema)
- 1996: Getting Away with Murder (dystrybucja)
- 1996: Więźniowie nieba (produkcja; dystrybucja New Line Cinema)
- 1996: Pinokio (koprodukcja; dystrybucja New Line Cinema w USA, Barrandov Biografia w Czechach, Metropolitan Filmexport we Francji, Warner Bros. Pictures w Austrii i Niemczech oraz PolyGram Filmed Entertainment na całym świecie)
- 1996: Świat według głupich (koprodukcja; dystrybucja New Line Cinema)
- 1998: Prosty plan (koprodukcja; dystrybucja Paramount Pictures)